# 폴리도로스 (카드모스의 아들)
폴리도로스(그리스어: Πολύδωρος)는 카드모스와 하르모니아의 맏아들이었으며 테바이의 왕이었다. 아버지가 죽자 누이 아가우에와 스파르토이 가운데 한 명인 에키온의 아들 펜테우스는 테바이를 다스리게 되었으나 짧은 기간에 불과했다. 디오니소스가 그의 어머니에게 펜테우스를 찢어 죽이도록 저주했기 때문이다. 폴리도로스는 그를 계승하고 닉테우스의 딸 닉테이스와 결혼하였다. 폴리도로스는 알려지지 않은 이유로 사망했으며, 닉테우스를 아직 어렸던 그들의 아들 랍다코스의 섭정으로 남겼다. 파우사니아스가 기록한 역사에 의하면 폴리도로스는 그의 아버지로부터 왕위를 이양받았다고 하나, 그렇게 기록하고 있는 문헌은 파우사니아스의 기록 하나뿐이다.